# St. Andrä-Wördern
St. Andrä-Wördern é um município da Áustria localizado no distrito de Tulln, no estado de Baixa Áustria.